# 등빙
등빙(鄧馮, ? ~ ?)은 전한 말기의 관료로, 자는 군후(君侯)이며, 남양군 사람이다.

## 행적
원시 5년(5년), 상서령(尙書令)에서 우부풍으로 전임되었다. 이는 기록으로 전해지는 전한의 마지막 우부풍이다.

## 출전
- 반고, 《한서》 권19하 백관공경표 下

| 전임 사요 | 전한의 우부풍 5년 ~ 8년? | 후임 (전한 멸망) |